# Comuna Perstorp
Perstorp (Perstorps kommun) este o comună din comitatul Skåne län, Suedia, cu o populație de 7.139 locuitori (2013).

## Geografie

### Zone urbane
Lista celor mai mari zone urbane din comună (anul 2015) conform Biroului Central de Statistică al Suediei:
| Nr | Zona urbană | Pop.  |
| -- | ----------- | ----- |
| 1  | Perstorp    | 5.847 |

## Demografie
| \| Evoluția demografică în comuna Perstorp, 1970–2015 \| Evoluția demografică în comuna Perstorp, 1970–2015 \| Evoluția demografică în comuna Perstorp, 1970–2015 \| Evoluția demografică în comuna Perstorp, 1970–2015 \| Evoluția demografică în comuna Perstorp, 1970–2015 \| \| ----------------------------------------------------------------------------------------------------- \| -------------------------------------------------- \| -------------------------------------------------- \| -------------------------------------------------- \| -------------------------------------------------- \| \| An \| \| \| Locuitori \| \| \| 1970 \| 1970 \| \| 7902 \| 7902 \| \| 1975 \| 1975 \| \| 7407 \| 7407 \| \| 1980 \| 1980 \| \| 7526 \| 7526 \| \| 1985 \| 1985 \| \| 7185 \| 7185 \| \| 1990 \| 1990 \| \| 7527 \| 7527 \| \| 1995 \| 1995 \| \| 7346 \| 7346 \| \| 2000 \| 2000 \| \| 6745 \| 6745 \| \| 2005 \| 2005 \| \| 6886 \| 6886 \| \| 2010 \| 2010 \| \| 7061 \| 7061 \| \| 2015 \| 2015 \| \| 7211 \| 7211 \| \| Sursa: SCB - Statistika Centralbyrån, Folkmängd efter region, civilstånd, ålder och kön. År 1968–2016 \| \| \| \| \| |      |  |           |      |
| Evoluția demografică în comuna Perstorp, 1970–2015 |      |  |           |      |
| An |      |  | Locuitori |      |
| 1970 | 1970 |  | 7902      | 7902 |
| 1975 | 1975 |  | 7407      | 7407 |
| 1980 | 1980 |  | 7526      | 7526 |
| 1985 | 1985 |  | 7185      | 7185 |
| 1990 | 1990 |  | 7527      | 7527 |
| 1995 | 1995 |  | 7346      | 7346 |
| 2000 | 2000 |  | 6745      | 6745 |
| 2005 | 2005 |  | 6886      | 6886 |
| 2010 | 2010 |  | 7061      | 7061 |
| 2015 | 2015 |  | 7211      | 7211 |
| Sursa: SCB - Statistika Centralbyrån, Folkmängd efter region, civilstånd, ålder och kön. År 1968–2016 |      |  |           |      |